# Agonocryptus russulus
Agonocryptus russulus là một loài tò vò trong họ Ichneumonidae.